# Eduard von Gebhardt
Karl Franz Eduard von Gebhardt (født 13. juni 1838 i St. Johannis, Estland, Russiske Kejserrige, død 3. februar 1925 i Düsseldorf) var en tyskbaltisk kunstmaler.
Han studerede i Sankt Petersburg, Karlsruhe og under Wilhelm Sohn i Düsseldorf og blev professor sidstnævnte sted i 1875. Inden for det religiøse maleri indtog Gebhardt en særstilling, i det han flyttede de bibelske motiver ind i et gammeltysk miljø og forsøgte at fremstille dem i gammeltysk ånd.
Typerne og klædedragterne såvel som scenerierne er mest tyske fra omkring år 1500, hovedvægten blev lagt på personernes sindsudtryk, som ofte var både inderligt og veltalende. Hans første forsøg inden for denne genre var Indtoget i Jerusalem fra 1863, senere fulgte Kristus på korset fra 1866, Nadveren fra 1870, Korsfæstelsen fra 1873, en anden Korsfæstelsen , Kristi himmelfart fra 1881, Jesu lig fra 1883, Moses slår vand af klippen , Jesus og Nikodemus, Jakob kæmper med engelen, Johannes Døberen i fængsel og Bjergprædiken (begge udstillede i 1907).
Gebhardt har desuden malet portrætter, genrer og motiver fra reformationstiden som Religionssamtale fra 1866 og Reformatoren ved sit arbejde fra 1877. Blandt hans kunstværker må også nævnes vægmalerier udførte i klosteret Lokkum (6 stykker) og i Friedenskirche i Düsseldorf (5 stykker).

## Galleri
|                     |
| Estisk bonde (1867) |

|                                             |
| Den rige mand og den fattige Lazarus (1865) |

|                                       |
| Lasarus opvækkelse fra de døde (1896) |

## Værker
- Indtoget i Jerusalem (1863),
- Kristus og den rige Yngling (1863),
- Jairi Datter (1864),
- Kristus på korset (1866),
- Korsfæstelsen (1873),
- Nadveren (1870) og
- Kristi Himmelfart (1881),
- Kristi Lig (1883),
- Vantro Thomas (1889) og
- Bjergprædiken, (1893, Düsseldorf’s Mus.),
- Lazarus’ Opvækkelse (1896),
- Jakob kæmper med engelen
- Johannes Døber i Fængsel (1907),
- Bjergprædiken (1907),
- Den fortabte Søn (1908)